# Iwan Holszański
Iwan Algimuntowicz z Holszan herbu Hippocentaurus (zm. po 1401) – książę wielkolitewski, właściciel Holszan.

## Życiorys
Wzięty do niewoli w Rudominie w roku 1394, namiestnik Kijowa w 1397 roku, współpracownik wielkiego księcia litewskiego Witolda. W 1397 erygował biskupstwo kijowskie obrządku łacińskiego.
W 1401 roku był sygnatariuszem unii wileńsko-radomskiej.
Poślubił Agrypinę, córkę Światosława Iwanowicza, księcia smoleńskiego; siostrą Agrypiny była Anna, żona wielkiego księcia litewskiego Witolda. Z tego małżeństwa pochodzili:
- Semen, namiestnik Wielkiego Nowogrodu
- Michał, namiestnik Kijowa
- Andrzej
- Aleksander